# Лінево (гміна)
Гміна Лінево (пол. Gmina Liniewo) — сільська гміна у північній Польщі. Належить до Косьцерського повіту Поморського воєводства.
Станом на 31 грудня 2011 у гміні проживало 4615 осіб.

## Територія
Згідно з даними за 2007 рік площа гміни становила 110.07 км², у тому числі:
- орні землі: 64.00%
- ліси: 23.00%

Таким чином, площа гміни становить 9.44% площі повіту.

## Населення
Станом на 31 грудня 2011:
| Опис     | Загалом | Загалом | Чоловіки | Чоловіки | Жінки | Жінки |
| -------- | ------- | ------- | -------- | -------- | ----- | ----- |
| одиниця  | осіб    | %       | осіб     | %        | осіб  | %     |
| все      | 4615    | 100     | 2332     | 50.53    | 2283  | 49.47 |
| міське   | 0       | 100     | 0        |          | 0     |       |
| сільське | 4615    | 100     | 2332     | 50.53    | 2283  | 49.47 |

## Сусідні гміни
Гміна Лінево межує з такими гмінами: Косьцежина, Нова Карчма, Скаршеви, Стара Кішева.